# Ruby (album của Jennie)
Ruby là album phòng thu solo đầu tay của ca sĩ kiêm rapper người Hàn Quốc Jennie. Được Odd Atelier và Columbia Records phát hành vào ngày 7 tháng 3 năm 2025, Ruby là sản phẩm solo đầu tiên của Jennie sau khi cô rời YG Entertainment vào năm 2023. Jennie viết và đồng sản xuất Ruby với nhiều nhà sản xuất, bao gồm El Guincho, Diplo và Mike Will Made It. Album gồm 15 ca khúc và có sự hợp tác với Childish Gambino, Doechii, Dominic Fike, FKJ, Dua Lipa và Kali Uchis. Thuộc các thể loại pop, hip-hop và R&B, album xoay quanh các mối quan hệ, sức ảnh hưởng và thành công của Jennie.
Ruby được giới chuyên môn đánh giá tích cực về sự linh hoạt, năng lực trình diễn và nội lực của Jennie với tư cách là một nghệ sĩ solo, cũng như sự gắn kết và tính thử nghiệm của album. Sau khi phát hành, Ruby bán được hơn một triệu bản trên toàn thế giới và lọt vào top 10 tại hơn 19 quốc gia bao gồm Úc, Pháp, Đức, Hà Lan, New Zealand, Hàn Quốc và Hoa Kỳ. Ruby bán được hơn 660.000 bản trong tuần đầu tiên tại Hàn Quốc, là album có doanh số bán tuần đầu cao nhất của một nghệ sĩ solo nữ K-pop vào năm 2025. Ruby xếp hạng thứ ba trên UK Albums Chart, là album được xếp hạng cao nhất của một nữ nghệ sĩ solo K-pop và ngang bằng với album được xếp hạng cao nhất của một nghệ sĩ solo K-pop nói chung.
Album có năm đĩa đơn: "Mantra", "Love Hangover", "ExtraL", "Like Jennie" và "Handlebars". "Mantra" và "Like Jennie" lọt vào top năm bảng xếp hạng Billboard Global 200 và Circle Digital Chart của Hàn Quốc và đứng đầu bảng xếp hạng ở một số quốc gia, và tất cả các đĩa đơn đều lọt vào top 30 bảng xếp hạng Global 200 và lọt vào Billboard Hot 100 của Hoa Kỳ. Để quảng bá cho album, Jennie tổ chức The Ruby Experience, một chuỗi năm chương trình biểu diễn riêng tư tại bốn thành phố và sẽ biểu diễn tại Nhạc hội Coachella.

## Bối cảnh
Sau khi rời YG Entertainment để hoạt động solo, Jennie thông báo thành lập hãng đĩa Odd Atelier vào tháng 12 năm 2023. Trên chương trình truyền hình The Seasons: Lee Hyori's Red Carpet vào tháng 1 năm 2024, Jennie tiết lộ mục tiêu của cô là phát hành album vào năm 2024. Tháng 3 năm 2024, báo chí Hàn Quốc đưa tin rằng Jennie sẽ phát hành album mới vào tháng 6. Odd Atelier phủ nhận tin đồn và cho biết Jennie đang sáng tác album nhưng chưa xác định ngày phát hành. Sau khi hợp tác phát hành "Spot!" với Jennie vào tháng 4 năm 2024  rapper người Hàn Quốc Zico tiết lộ với Billboard rằng anh đã được nghe trước bản demo ca khúc solo trong album mới của Jennie và cho rằng "có rất nhiều bài hay". Tại Met Gala vào tháng 5 năm 2024, Jennie hé lộ về album mới trong một cuộc phỏng vấn với tạp chí Vogue. Ngày 20 tháng 6 năm 2024, Beats Electronics phát hành một video quảng cáo có sự xuất hiện của Jennie và một ca khúc solo được cho là của album mới.
Tháng 9 năm 2024, Jennie ký hợp đồng hợp tác thu âm với Columbia Records và Odd Atelier. Trong một bài viết trang bìa vào tháng 10 năm 2024 cho tạp chí Harper's Bazaar, Jennie chia sẻ rằng cô đã đến phòng thu để xem lại lời bài hát và "cắt, cắt, cắt" giọng hát "từ sáng đến tối". Tháng 11 năm 2024, Jennie thông báo trên Weverse sẽ phát hành album vào năm 2025. Trong một video chúc mừng Lễ Giáng sinh năm 2024, Jennie nói rằng cô đã có kết quả tốt sau 11 tháng làm việc. Trong một bài viết trang bìa vào tháng 1 năm 2025 cho Billboard, Jennie cho biết album gần như đã hoàn thành để phát hành.

## Sáng tác
Ruby gồm 15 bài hát được thu âm chủ yếu bằng tiếng Anh và có sự hợp tác của Childish Gambino, Doechii, Dominic Fike, FKJ, Dua Lipa và Kali Uchis. Jennie gọi album là "lần đầu tiên đưa bản thân mình ra thế giới". Tên gọi của album ám chỉ "Jennie Ruby Jane", bản ngã khác mà cô tạo ra khi còn nhỏ ở New Zealand. Album lấy cảm hứng từ vở kịch As You Like It của William Shakespeare, cụ thể là quan niệm thế giới như là sân khấu của Shakespeare, được thể hiện trên bìa album cho thấy Jennie đang vén rèm sân khấu, tượng trưng cho sự khởi đầu của một chương mới trong sự nghiệp âm nhạc của cô. Jennie hy vọng album có thể truyền cảm hứng cho những phụ nữ trẻ khác, với một trong những thông điệp chính là "hiểu và bảo vệ con người thật của bạn".

## Sản xuất
Jennie bắt đầu thực hiện album vào đầu năm 2024. Jennie thu âm "99%" album ở Los Angeles và phải dành thời gian xây dựng quan hệ trong ngành sáng tạo và gặp gỡ các nhà sản xuất, sáng tác. Jennie thừa nhận đã mất nhiều tháng cho đến khi tìm được "một nhóm người tốt mà tôi có thể kết nối, cả về mặt âm thanh và như những người bạn".

## Quảng bá và phát hành
Ngày 21 tháng 1 năm 2025, Jennie công bố sẽ phát hành Ruby vào ngày 7 tháng 3 năm 2025 kèm theo ảnh bìa của album và một đoạn video giới thiệu dài 33 giây có danh sách các nghệ sĩ hợp tác. Jennie cũng công bố một phiên bản album tên "Jennie Only Audio" chỉ do Jennie thực hiện. Ngày 25 tháng 1, Jennie phát hành video âm nhạc "Zen". Ngày 18 tháng 2, Jennie công bố danh sách bài hát trong album. Ngày 27 tháng 2, Jennie phát hành một video sample của album.

### Đĩa đơn
Ngày 11 tháng 10 năm 2024, "Mantra" được phát hành như đĩa đơn chủ đạo của album, đứng đầu bảng xếp hạng ở Hồng Kông và Đài Loan, đạt vị trí thứ hai trên Billboard Global Excl. US, thứ ba trên Global 200, thứ ba trên Circle Digital Chart của Hàn Quốc và lọt vào top mười ở Indonesia, Malaysia, Philippines, Singapore và Trung Đông. Ngày 31 tháng 1 năm 2025, đĩa đơn thứ hai "Love Hangover" hợp tác với Fike được phát hành, đạt vị trí thứ 29 trên Billboard Global 200 và vị trí thứ 35 trên Circle Digital Chart. Ngày 21 tháng 2 năm 2025, đĩa đơn thứ ba "ExtraL" hợp tác với Doechii được phát hành, đạt vị trí thứ 18 trên Billboard Global 200 và vị trí thứ 42 trên Circle Digital Chart.
Ngày 7 tháng 3 năm 2025, "Like Jennie" được phát hành như đĩa đơn thứ tư cùng với album, đứng đầu bảng xếp hạng ở Hồng Kông và Malaysia, đạt vị trí thứ ba trên Circle Digital Chart, vị trí thứ ba Billboard Global Excl. US và thứ năm trên Global 200. "Handlebars" được phát hành như đĩa đơn thứ năm trên đài phát thanh hit đương đại của Hoa Kỳ vào ngày 11 tháng 3, đạt vị trí thứ 21 trên Billboard Global 200, vị trí thứ 68 trên Circle Digital Chart và được Sony Music Ý phát hành trên đài phát thanh Ý vào ngày 14 tháng 3. Video âm nhạc của "Handlebars" được phát hành vào ngày 10 tháng 3.

### Biểu diễn trực tiếp
Sau khi phát hành đĩa đơn "Mantra", Jennie biểu diễn bài hát trên chương trình trò chuyện đêm khuya Hoa KỳJimmy Kimmel Live!, chương trình truyền hình âm nhạc Hàn Quốc M Countdown và Show! Music Core và lễ hội âm nhạc Superpop Japan 2024. Jennie đăng một video biểu diễn trực tiếp đĩa đơn "Love Hangover" trên YouTube. Sau khi phát hành album, Jennie ghi hình các buổi biểu diễn trực tiếp "Like Jennie" và "Handlebars" cho tiết mục đầu tiên trên Iconic Stage của Billboard. Jennie dự kiến sẽ biểu diễn tại Nhạc hội Coachella vào ngày 13 tháng 4 và ngày 20 tháng 4 năm 2025.

#### The Ruby Experience
Jennie tổ chức The Ruby Experience để quảng bá cho Ruby, chuyến lưu diễn đầu tiên của cô, gồm 5 buổi hòa nhạc thân mật tại bốn thành phố từ ngày 6 tháng 3 đến ngày 21 tháng 3 năm 2025. Chuyến lưu diễn ban đầu được công bố là gồm ba buổi biểu diễn, sau đó đã lên lịch thêm các buổi biểu diễn ở Los Angeles và Paris. The Ruby Experience được giới phê bình khen ngợi vì tính thử nghiệm và chất lượng sản xuất điện ảnh.

## Đón nhận

### Đánh giá chuyên môn
| Đánh giá chuyên môn | Đánh giá chuyên môn |
| Điểm trung bình     | Điểm trung bình     |
| Nguồn               | Đánh giá            |
| ------------------- | ------------------- |
| Metacritic          | 74/100              |
| Nguồn đánh giá      |                     |
| Nguồn               | Đánh giá            |
| AllMusic            | [ 57 ]              |
| Clash               | 9/10                |
| IZM                 | [ 59 ]              |
| The New York Times  | [ 60 ]              |
| NME                 | [ 61 ]              |
| Pitchfork           | 7.1/10              |
| Rolling Stone       | [ 1 ]               |

Ruby nhận được đánh giá tích cực từ giới phê bình. Trang web tổng hợp đánh giá Metacritic sử dụng công thức bình quân trọng số, chấm album số điểm 4/5 sao dựa trên năm nhà phê bình. Crystal Bell của tạp chí phê bình âm nhạc NME chấm Ruby số điểm 4/5 sao, ca ngợi album thể hiện thành công sức hút, ý định nghệ thuật tự tin và giọng hát của Jennie. Maria Leticia Gomes của tạp chí Clash khen album là "một bản nhạc thú vị" giúp mở rộng khả năng nghệ thuật của Jennie. Maria Sherman của hãng thông tấn Associated Press khen album là "một kính vạn hoa âm thanh [..] đầy những thú vui bóng bẩy" trong việc khám phá các khía cạnh khác nhau của tính cách Jennie. Trong bài đánh giá cho tạp chí Rolling Stone, Maura Johnston chấm Ruby số điểm 3,5/5 sao, khen album có "khả năng ấn tượng trong việc làm chủ" thể loại nhạc R&B đương đại. 
Trong một bài phê bình trên tờ báo The New York Times, nhà phê bình pop Jon Caramanica đánh giá cao chất R&B của nửa sau của Ruby và nhận xét rằng sự góp mặt của nhiều nghệ sĩ hợp tác thể hiện tiềm năng của Jennie.

### Doanh thu
Ruby nhận được 450.000 đơn đặt hàng trước trên toàn thế giới. Album bán được hơn một triệu bản trong tuần đầu và lọt vào top 10 ở 19 quốc gia bao gồm Hàn Quốc, Úc và Hoa Kỳ. Tại Hàn Quốc, album bán được hơn 660.000 bản trong tuần đầu, là doanh số bán album tuần đầu cao nhất đối với một nghệ sĩ solo nữ K-pop vào năm 2025. Album cũng đạt vị trí thứ hai trên Circle Album Chart, bán được 595.900 bản trong hai ngày. Tại Úc, Ruby đạt vị trí thứ hai trên ARIA Album Chart, sau Mayhem (2025) của Lady Gaga. Ruby sánh ngang với album Rosie (2024) của Rosé để trở thành album đạt thứ hạng cao nhất trên bảng xếp hạng của một nghệ sĩ solo K-pop nữ. Tại Anh, Ruby đạt vị trí thứ ba trên UK Albums Chart, vượt qua Rosie để trở thành album đạt thứ hạng cao nhất trên bảng xếp hạng này của một nghệ sĩ solo K-pop nữ. Ruby cũng sánh ngang với album Golden (2023) của Jungkook để trở thành album có thứ hạng cao nhất của một nghệ sĩ solo K-pop. Tại Hoa Kỳ, Ruby đạt vị trí thứ bảy trên Billboard 200 với 56.000 đơn vị album tương đương được bán ra trong tuần đầu, bán được 26.500 bản, đạt vị trí thứ hai trên bảng xếp hạng Doanh số bán album hàng đầu của Billboard. Album cũng đạt được 29.000 lượt phát trực tuyến tương đương (trong số 39,93 triệu lượt phát trực tuyến chính thức theo yêu cầu), đạt vị trí thứ 13 trên bảng xếp hạng Album phát trực tuyến hàng đầu của Billboard và 500 album tương đương. Ruby là album thứ ba của một thành viên Blackpink top 10 tại Hoa Kỳ, sau Rosie của Rosé và Alter Ego (2025) của Lisa.

## Danh sách bài hát
| Danh sách bài hát Ruby | Danh sách bài hát Ruby                                    | Danh sách bài hát Ruby                                                                                           | Danh sách bài hát Ruby                            | Danh sách bài hát Ruby |
| STT                    | Nhan đề                                                   | Sáng tác | Sản xuất                                          | Thời lượng             |
| ---------------------- | --------------------------------------------------------- | --- | ------------------------------------------------- | ---------------------- |
| 1.                     | "Intro: Jane" (hợp tác với FKJ)                           | Jennie Vincent Fenton                                                                                            | FKJ                                               | 1:38                   |
| 2.                     | "Like Jennie"                                             | Jennie Tayla Parx Amanda "Kiddo A.I." Ibanez Zico Thomas Pentz Jorge Alfonso Sr.                                 | Diplo Leclair Jorge                               | 2:03                   |
| 3.                     | "Start a War"                                             | Jonas Jeberg Ramus Søegren Jelli Dorman Kuk Harrell                                                              | Jeberg Søegren Sam Homaee Dorman [a]              | 2:45                   |
| 4.                     | "Handlebars" (hợp tác với Dua Lipa)                       | Lipa Rob Bisel Amy Allen Brittany Amaradio James Ghaleb                                                          | Bisel Ido Zmishlany                               | 3:04                   |
| 5.                     | "With the IE (Way Up)"                                    | Jennie Dwayne Abernathy Jr. Dorman Jose Fernando Arbex Miro                                                      | Dem Jointz                                        | 2:43                   |
| 6.                     | "ExtraL" (hợp tác với Doechii)                            | Jennie Jaylah Hickmon Abernathy Alexis Andrea Boyd Sorana Pacurar                                                | Dem Jointz                                        | 2:47                   |
| 7.                     | "Mantra"                                                  | Jennie Billy Walsh Jumpa Claudia Valentina Elle Campbell Dorman Serban Cazan Zikai                               | El Guincho Cazan Dorman Jumpa                     | 2:16                   |
| 8.                     | "Love Hangover" (hợp tác với Dominic Fike)                | Fike Carly Gibert Zmishlany Blaise Railey Megan Bülow Devin Workman                                              | Jennie Zmishlany                                  | 3:00                   |
| 9.                     | "Zen"                                                     | Jennie Dorman Asheton Hogan Bibi Bourelly Kirsten Spencer                                                        | Pluss                                             | 3:21                   |
| 10.                    | "Damn Right" (hợp tác với Childish Gambino và Kali Uchis) | Jennie Donald Glover Karly-Marina Loaiza Jean Day Jr. Samuel Gloade Michael Williams II Bourelly Ariowa Irosogie | Trubeatzz 30 Roc Mike Will Made It                | 3:50                   |
| 11.                    | "F.T.S."                                                  | Jennie Hogan Bourelly Gibert Christopher Newlin                                                                  | Pluss Gage                                        | 2:32                   |
| 12.                    | "Filter"                                                  | Boyd Pacurar Abernathy Carmen Reese                                                                              | Dem Jointz                                        | 2:31                   |
| 13.                    | "Seoul City"                                              | Jennie Myles Harris Braylin Bowman Xeryus Gittens Williams Bourelly Gibert                                       | MoneyGoForMyles Resource Xeryus Mike Will Made It | 2:44                   |
| 14.                    | "Starlight"                                               | Jennie Hogan Armel Potter Williams Bourelly Irosogie                                                             | Pluss Melz Mike Will Made It                      | 2:48                   |
| 15.                    | "Twin"                                                    | Jennie Bourelly Newlin Williams                                                                                  | Gage Mike Will Made It                            | 3:28                   |
| Tổng thời lượng:       | Tổng thời lượng:                                          | Tổng thời lượng:                                                                                                 | Tổng thời lượng:                                  | 41:30                  |

## Bảng xếp hạng
| Bảng xếp hạng (2025)                     | Vị trí cao nhất |
| ---------------------------------------- | --------------- |
| Australian Albums (ARIA)                 | 2               |
| Album Áo (Ö3 Austria)                    | 3               |
| Album Bỉ (Ultratop Vlaanderen)           | 3               |
| Album Bỉ (Ultratop Wallonie)             | 4               |
| Album Canada (Billboard)                 | 6               |
| Album Cộng hòa Séc (ČNS IFPI)            | 31              |
| Album Đan Mạch (Hitlisten)               | 36              |
| Album Hà Lan (Album Top 100)             | 5               |
| Album Phần Lan (Suomen virallinen lista) | 16              |
| Album Pháp (SNEP)                        | 4               |
| Album Đức (Offizielle Top 100)           | 6               |
| Album Hungaria (MAHASZ)                  | 18              |
| Album Ireland (OCC)                      | 16              |
| Italian Albums (FIMI)                    | 33              |
| Album Nhật Bản (Oricon)                  | 21              |
| Japanese Combined Albums (Oricon)        | 17              |
| Japanese Hot Albums (Billboard Japan)    | 9               |
| Lithuanian Albums (AGATA)                | 8               |
| New Zealand Albums (RMNZ)                | 2               |
| Nigerian Albums (TurnTable)              | 49              |
| Norwegian Albums (VG-lista)              | 12              |
| Album Ba Lan (ZPAV)                      | 4               |
| Portuguese Albums (AFP)                  | 3               |
| Album Scotland (OCC)                     | 2               |
| Slovak Albums (ČNS IFPI)                 | 20              |
| Spanish Albums (PROMUSICAE)              | 5               |
| South Korean Albums (Circle)             | 2               |
| Swedish Albums (Sverigetopplistan)       | 14              |
| Album Thụy Sĩ (Schweizer Hitparade)      | 9               |
| Album Anh Quốc (OCC)                     | 3               |
| Album Hoa Kỳ Billboard 200               | 7               |

| Bảng xếp hạng (2025)         | Vị trí |
| ---------------------------- | ------ |
| Japanese Albums (Oricon)     | 43     |
| South Korean Albums (Circle) | 2      |

## Lịch sử phát hành
| Khu vực       | Ngày                    | Định dạng                            | Hãng đĩa             | Nguồn   |
| ------------- | ----------------------- | ------------------------------------ | -------------------- | ------- |
| Toàn thế giới | Ngày 7 tháng 3 năm 2025 | CD cassette tải nhạc phát trực tuyến | Odd Atelier Columbia | [ 102 ] |